# Ayla (filme)
Ayla é um filme de drama turco de 2017 dirigido e escrito por Can Ulkay. Foi selecionado como representante de seu país ao Oscar de melhor filme estrangeiro em 2018.

## Elenco
- Çetin Tekindor - Süleyman (adulto)
- Ismail Hacioglu - Süleyman (jovem)
- Kyung-jin Lee - Ayla (adulta)
- Kim Seol - Ayla (jovem)
- Ali Atay - Ali
- Damla Sönmez - Nuran
- Murat Yıldırım - Lieutenant Mesut